# Polymera (Polymera) scelerosa
Polymera (Polymera) scelerosa is een tweevleugelige uit de familie steltmuggen (Limoniidae). De soort komt voor in het Neotropisch gebied.